# Hierarquia da Força Aérea Portuguesa
A hierarquia da Força Aérea Portuguesa dispõe as seguintes patentes:

## Oficiais Generais
- Marechal (Dignidade Honorífica)
- General
- Tenente-General
- Major-General
- Brigadeiro-General

## Oficiais Superiores
- Coronel
- Tenente-Coronel
- Major

## Capitães e Subalternos
- Capitão
- Tenente
- Alferes
- Aspirante a oficial

## Sargentos
- Sargento-mor
- Sargento-chefe
- Sargento-ajudante
- 1º Sargento
- 2º Sargento
- Furriel
- 2º Furriel

## Praças
- Cabo-adjunto
- 1º Cabo
- 2º Cabo
- Soldado

## Pessoal em Preparação

### Oficiais em Preparação

#### Academia
- Cadete de 4º Ano
- Cadete de 3º Ano
- Cadete de 2º Ano
- Cadete de 1º Ano

#### Regime de contrato
- Soldado-cadete

### Praças em Preparação
- Soldado-recruta